# ルーキー・オブ・スターダム
ルーキー・オブ・スターダム（ROOKIE OF STARDOM）は、女子プロレス団体、スターダムの新人王決定トーナメント戦である。

## 概要
キャリア1年未満（前回大会より後にデビュー）のスターダム所属あるいはレギュラー選手を対象とする。ただしキッズファイターは卒業に伴って資格が与えられる。
2019年までは毎年12月に新木場1stRINGで行われていた。
2020年以降はキャリア1年未満の選手が各年で1人以下となってしまったこともあり、行われていなかったが、2023年は同年のデビューが5人になったこともあり復活。翌年1月3日に横浜武道館で行われた。

### 形式
- 4人以上
  - ノックアウトトーナメント方式。1回戦（2011のみ）は10分1本勝負、準決勝は15分1本勝負、決勝戦は30分1本勝負（2016・2019は15分）。時間切れの場合は5分間の延長戦。
  - ガントレットマッチ方式（2018）。15分1本勝負。
- 3人（2014）：巴戦方式。15分1本勝負。
- 2人（2013・2017）：ワンマッチ方式。30分1本勝負（2017は15分）。

## 歴代優勝者
| 年   | 優勝者         | 準優勝者   | その他の出場者                         | 備考                 |
| ---- | -------------- | ---------- | -------------------------------------- | -------------------- |
| 2011 | 世IV虎         | 星輝ありさ | 美闘陽子、岩谷麻優、須佐えり、鹿島沙希 |                      |
| 2012 | 夕陽           | 安川惡斗   | 宝城カイリ、翔月なつみ                 | [ 2 ]                |
| 2013 | 彩羽匠         | コグマ     |                                        | ワンマッチ           |
| 2014 | はづき蓮王     |            | クリス・ウルフ、渡辺桃                 | 巴戦                 |
| 2015 | ジャングル叫女 | 美邑弘海   | スターライト・キッド、安納サオリ       | [ 5 ]                |
| 2016 | 七星アリス     | 刀羅ナツコ | あずみ、ルアカ                         | [ 6 ]                |
| 2017 | 渋沢四季       | 羽南       |                                        | ワンマッチ           |
| 2018 | 林下詩美       |            | ナツミ、吏南、妃南                     | ガントレットマッチ   |
| 2019 | 上谷沙弥       | 飯田沙耶   | 星野唯月、小野崎玲皇                   |                      |
| 2023 | 弓月           | HANAKO     | 八神蘭奈、玖麗さやか                   | ワンデートーナメント |